# Deinopidae
Los deinópidos (Deinopidae) son una familia de arañas araneomorfas cribeladas. Estas arañas son alargadas y tienen una forma bastante inusual de capturar sus presas; construyen su tela entre sus patas y, cuando una presa se aproxima, son capaces de estirar esta tela y lanzarse sobre su presa. Gracias a esto han obtenido el nombre de arañas lanzadoras de tela. Miden entre 1,5 y 2,5 cm.
 Estas arañas son de hábito nocturno, y tienen dos de sus ojos posteriores adaptados para permitirle ver en la oscuridad y ser capaces de lanzar su red en las presas potenciales. A veces estos ojos son tan grandes en comparación con los demás, que parece como si la araña solo tuviera dos ojos.
La hembra de estas arañas construye un nido para sus huevos que tiene la forma de una esfera café, que cuelga del follaje bajo por un hilo de seda, y que después es camuflado usando trozos de hoja.
El género más común en esta familia es el Deinopis. Las arañas de este género son llamadas arañas cara de ogro, ya que al tener esos grandes ojos se les compara a veces con esta criatura mitológica. Están distribuidas en casi todo el mundo en los trópicos, desde Australia hasta África y América.

## Géneros
- Avella O. P-Cambridge, 1877 (Australia)
- Avellopsis Purcell, 1904 (Sudáfrica)
- Deinopis Macleay, 1839 (cada continente)
- Menneus Simon, 1876 (África)